# Knipprötter
Knipprötter (Epipactis) är ett släkte av orkidéer. Knipprötter ingår i familjen orkidéer.
I Sverige förekommer purpurknipprot (E. atrorubens), kärrknipprot (E. palustris), kal knipprot (E. phyllanthes), skogsknipprot (E. helleborine) och dess underart tallknipprot.

## Dottertaxa till Knipprötter, i alfabetisk ordning[1]
- Epipactis africana
- Epipactis alata
- Epipactis albensis
- Epipactis atromarginata
- Epipactis atrorubens purpurknipprot
- Epipactis autumnalis
- Epipactis barlae
- Epipactis barreana
- Epipactis breinerorum
- Epipactis bruxellensis
- Epipactis bugacensis
- Epipactis cardonneae
- Epipactis condensata
- Epipactis conquensis
- (Epipactis distans, tallknipprot som egen art)
- Epipactis dunensis
- Epipactis exilis
- Epipactis fageticola
- Epipactis flaminia
- Epipactis flava
- Epipactis gerbaudiorum
- Epipactis gevaudanii
- Epipactis gigantea
- Epipactis graberi
- Epipactis greuteri
- Epipactis guegelii
- Epipactis hanseniorum
- Epipactis helleborine skogsknipprot
- Epipactis helleborine subsp orbicularis tallknipprot som underart av skogsknipprot
- Epipactis heraclea
- Epipactis heterogama
- Epipactis humilior
- Epipactis ioessa
- Epipactis kleinii
- Epipactis leptochila
- Epipactis liestalensis
- Epipactis lusitanica
- Epipactis mairei
- Epipactis meridionalis
- Epipactis microphylla
- Epipactis muelleri
- Epipactis nicolosii
- Epipactis nordeniorum
- Epipactis olympica
- Epipactis palustris kärrknipprot
- Epipactis papillosa
- Epipactis persica
- Epipactis phyllanthes kal knipprot
- Epipactis placentina
- Epipactis pontica
- Epipactis provincialis
- Epipactis pupplingensis
- Epipactis purpurata
- Epipactis rechingeri
- Epipactis reinekei
- Epipactis rivularis
- Epipactis robatschii
- Epipactis royleana
- Epipactis savelliana
- Epipactis schmalhausenii
- Epipactis schulzei
- Epipactis soguksuensis
- Epipactis stellifera
- Epipactis stephensonii
- Epipactis tallosii
- Epipactis thunbergii
- Epipactis troodi
- Epipactis turcica
- Epipactis turcomanica
- Epipactis ulugurica
- Epipactis veratrifolia
- Epipactis vermionensis
- Epipactis xanthophaea

## Bildgalleri

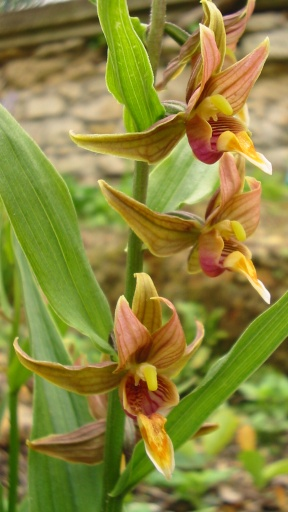
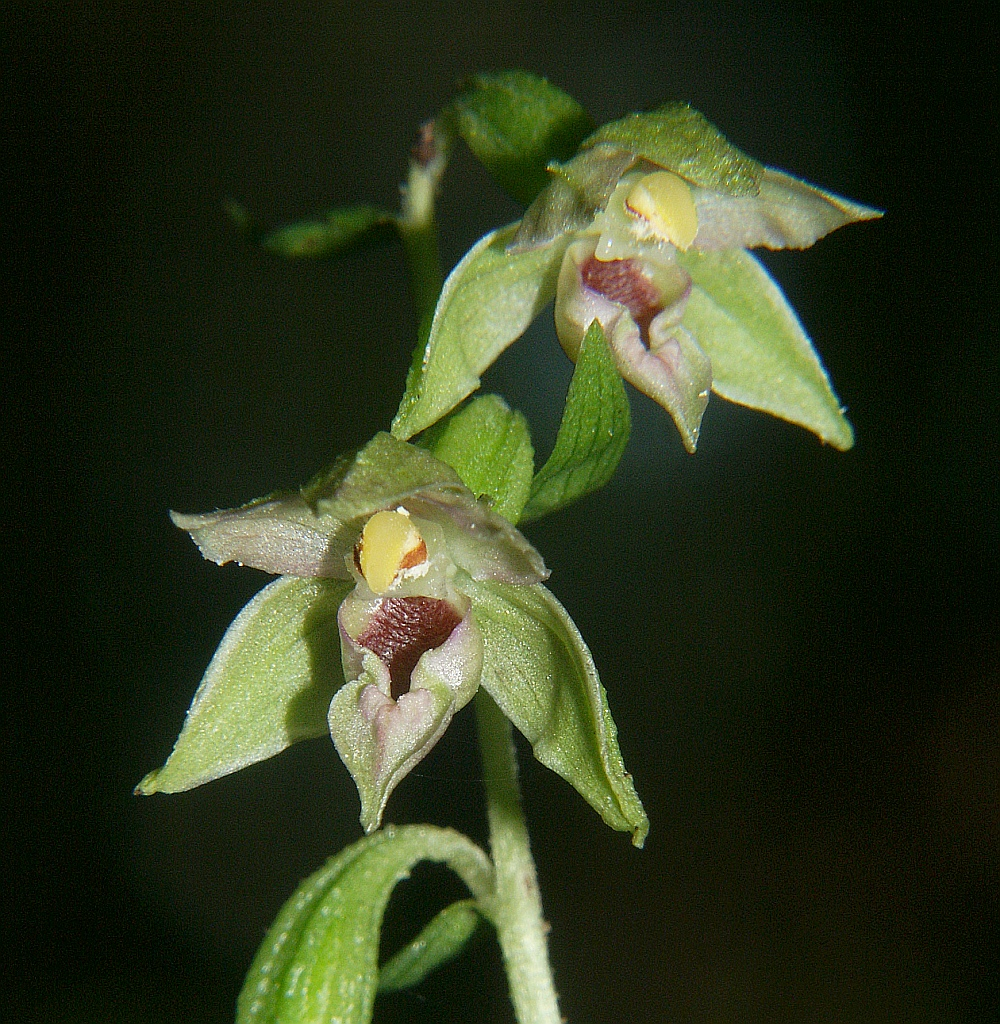
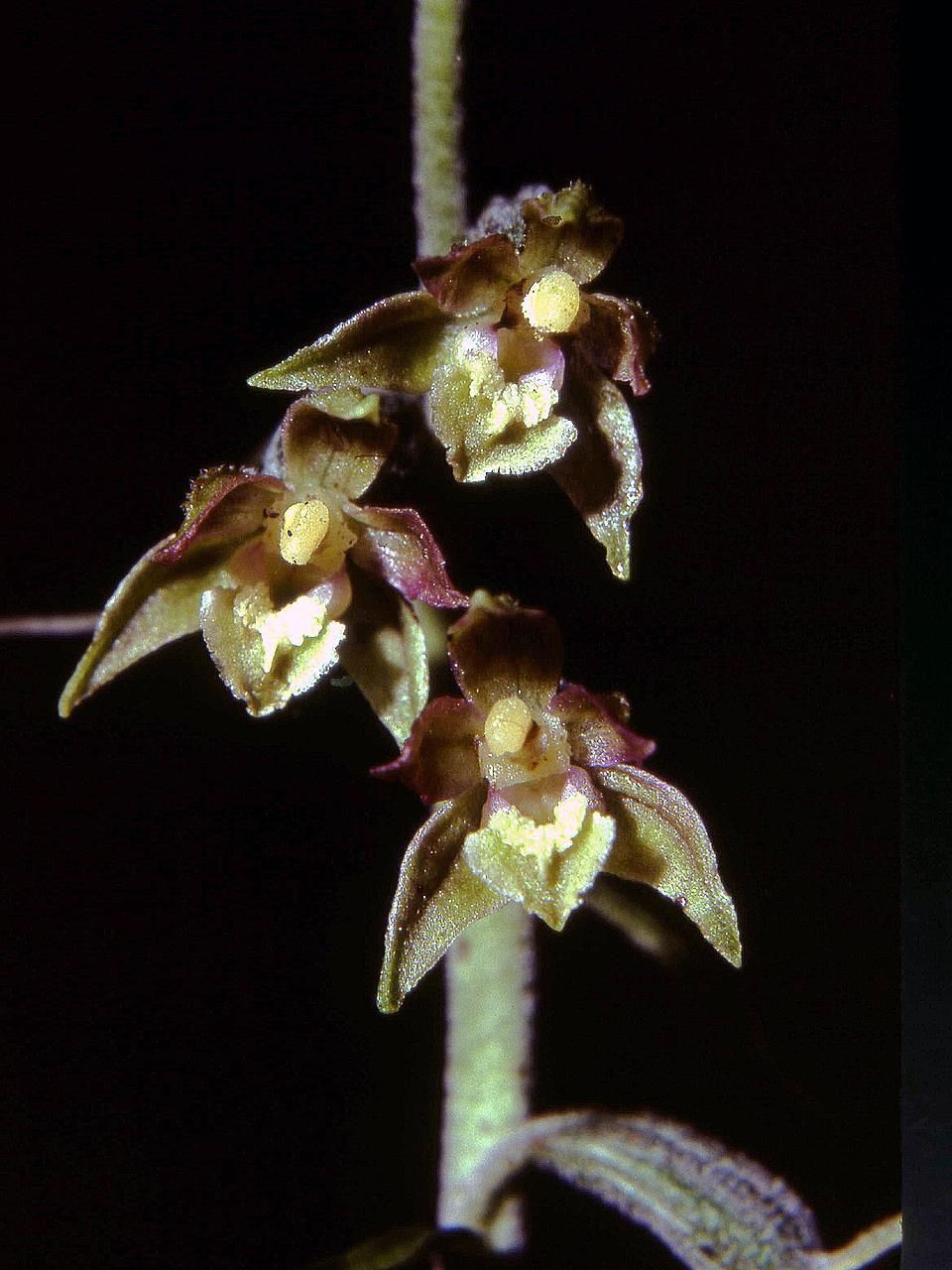
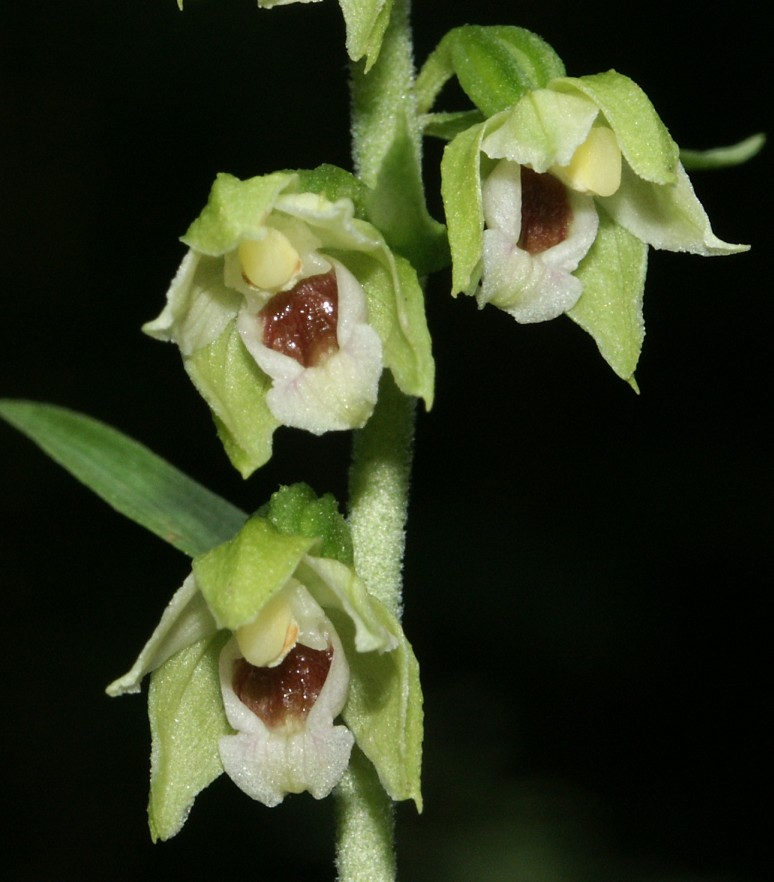
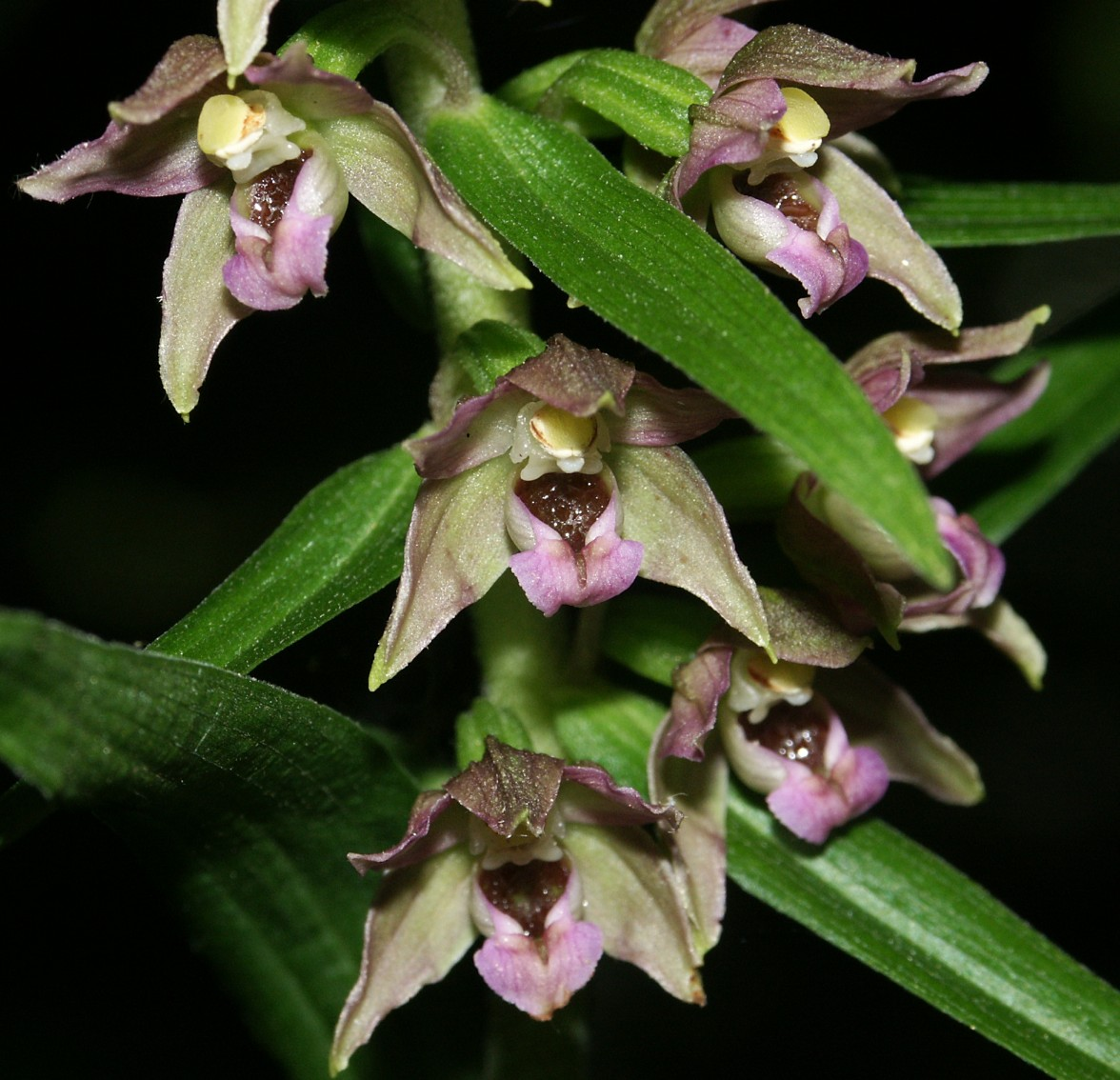
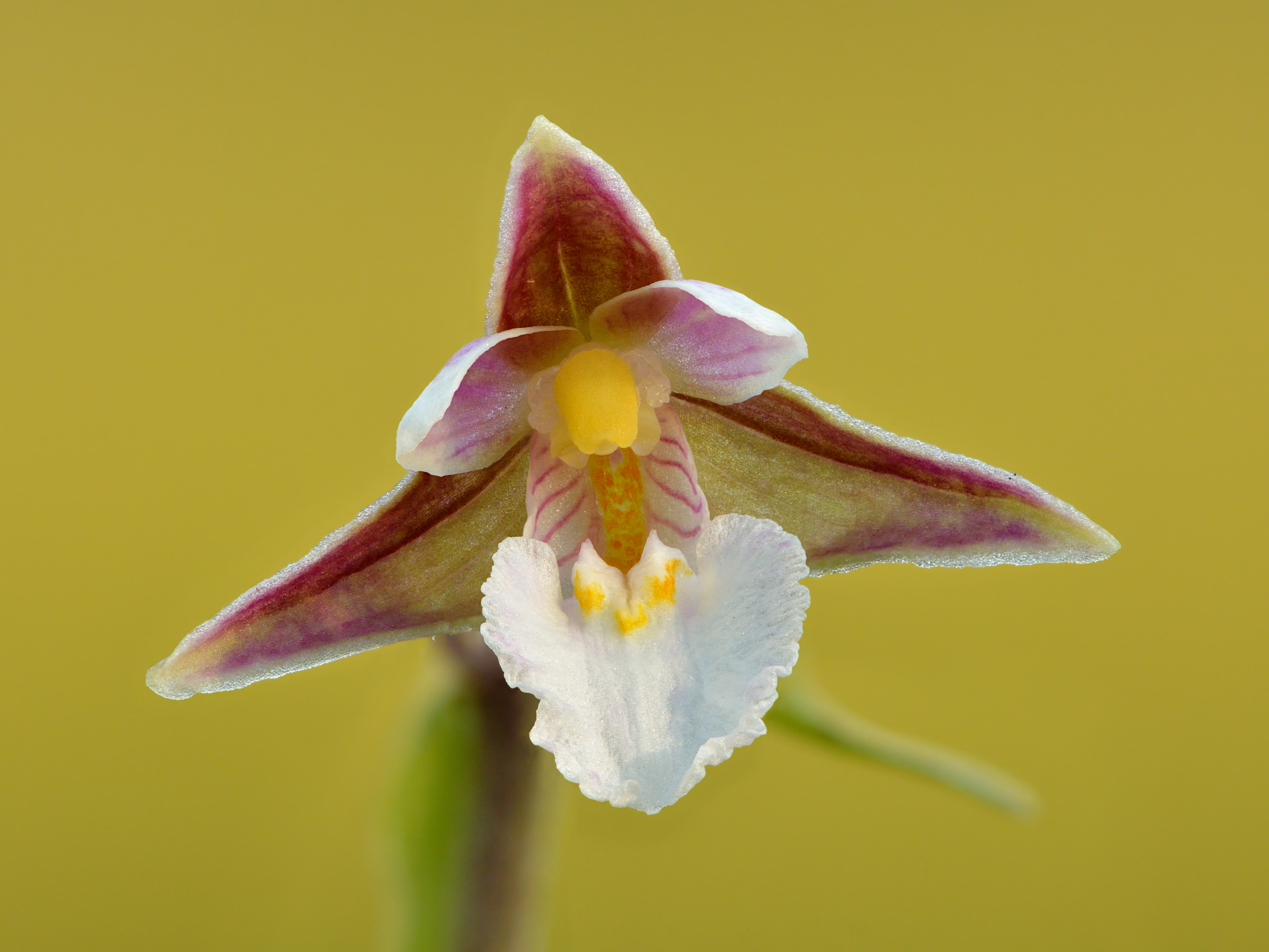